# 大鰭唇齒鱨
大鰭唇齒鱨，為輻鰭魚綱鯰形目鱨科的其中一種，為熱帶淡水魚類，分布於亞洲泰國至印尼淡水流域，體長可達30公分，棲息在泥底質底層水域，以底棲性無脊椎動物、小魚、有機碎屑等為食，繁殖期在雨季，生活習性不明，可做為食用魚。

## 扩展阅读
維基物種上的相關：大鰭唇齒鱨